# Mănăstirea Lehnin

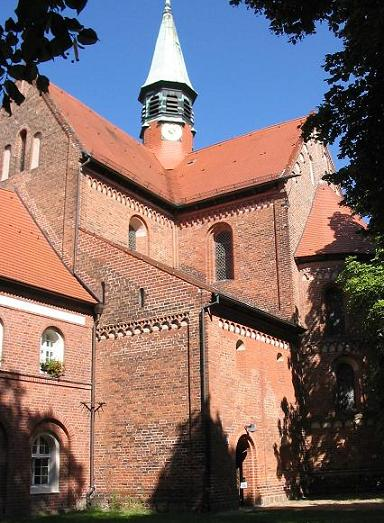
Mănăstirea Lehnin

Mănăstirea Lehnin este o fostă abație cisterciană înființată în anul 1180 în actuala comună Kloster Lehnin la sud-vest de Potsdam.
Mănăstirea a jucat un rol important cultural în perioada Evului Mediu clasic (Hochmittelalter) în Brandenburg. În anul 1542, în timpul Reformei protestante, a fost secularizată. Din anul 1911 se află în proprietatea „Fundației Luise-Henriette”, o fundație reformată. 
Edificiul este construit din cărămidă în stilul de tranziție de la romanic la gotic. Clădirea a fost reconstruită între anii 1871-1877, fiind în prezent o fundație evanghelică pentru școlarizare de asistenți medicali urmând tradiția lutherană.